# حرب زيورخ القديمة
حرب زيورخ القديمة Alter Zürichkrieg في الفترة من 1440م حتى 1446م كانت نزاعًا بين كانتون زيورخ والكانتونات السبعة الأخرى في الاتحاد السويسري القديم على خلافة كونت توغنبرغ.
في العام 1436 توفي الكونت فريدريش السابع من توغنبرغ ولم يترك أي وريث ولا وصي. زعم كانتون زيورخ، بقيادة العمدة رودولف ستوسي، أنه له حقوقًا في أراضي توغنبورغ. قدمت كانتونات شفيتس وغلاروس ادعاءاتًا مضادة مدعومة من الكانتونات الأخرى. في العام 1438، احتلت زيورخ المنطقة المتنازع عليها وقطعت إمدادات الحبوب عن شفيتس وغلاروس. وفي العام 1440، طردت الكانتونات الأخرى زيورخ من الاتحاد وأعلنت الحرب. انتقمت زيورخ عن طريق التحالف مع فريدريك الثالث، الإمبراطور الروماني المقدس من بيت هابسبورغ.

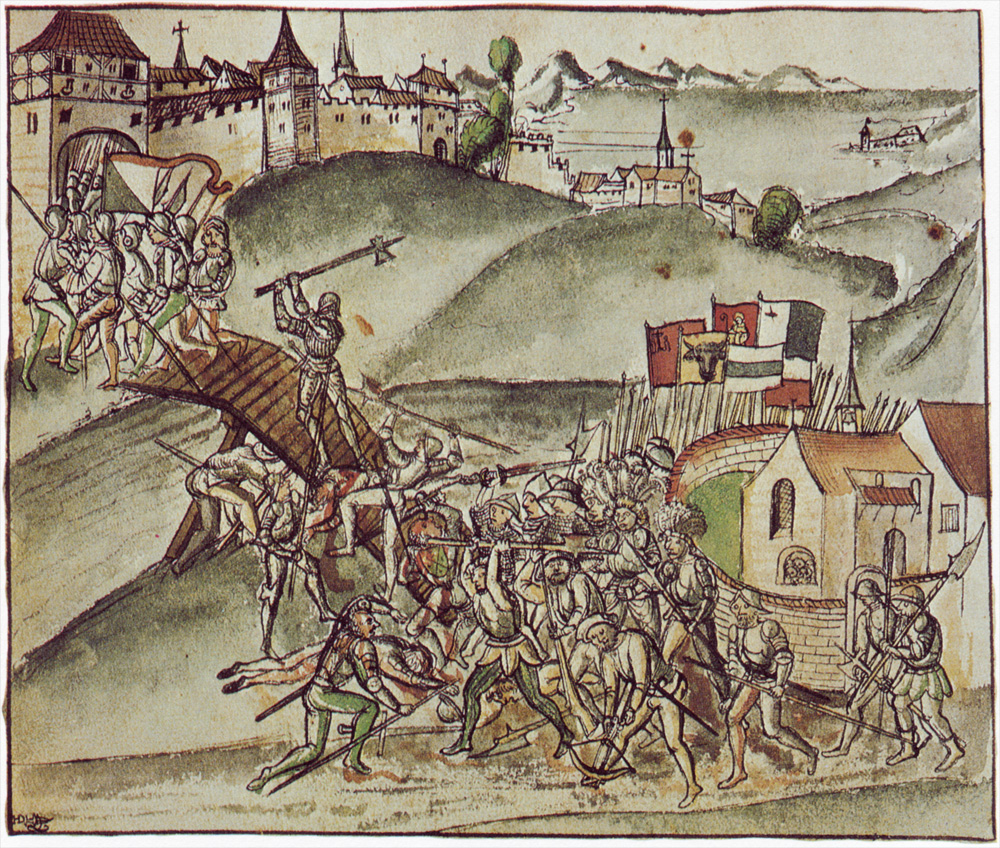
عمدة زيورخ رودولف ستوسي يدافع عن جسر القديس يعقوب بالقرب من زيورخ، ضد قوات الاتحاد السويسري القديم خلال معركة القديس ياكوب أن دير سيل (1443). رسم توضيحي من تأريخ فيرنر شودلر، حوالي 1515.

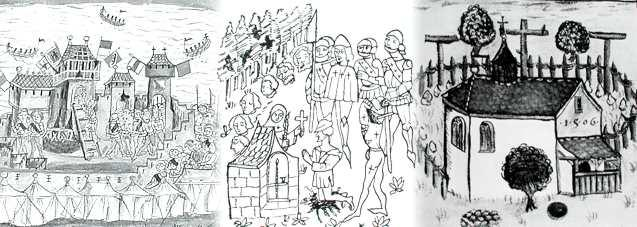
حصار وقطع رؤوس المدافعين عن زيورخ / هابسبورغ في غرايفينسي (1444)، كنيسة تذكارية إلى اليمين

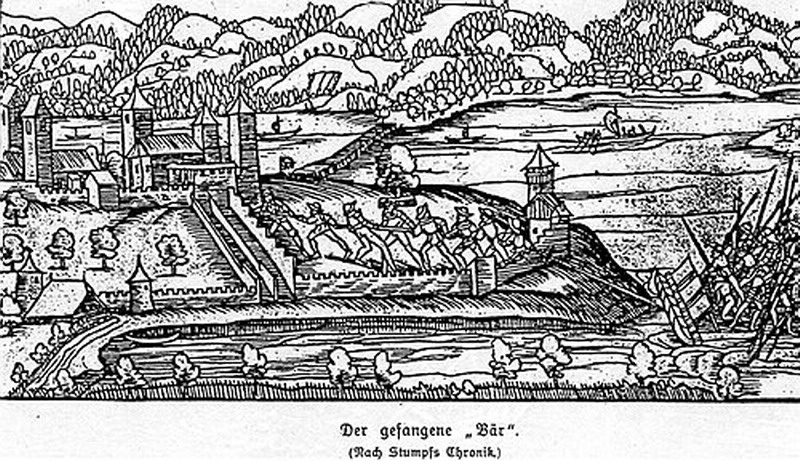
جنود رابيرسويل / هابسبورغ يتجولون في معركة يديرها على الأرجح جنود من شويز على بحيرة زيورخ في إنديغيرهورن في رابيرسويل، قلعة رابيرسويل على قمة تل ليندنهوف إلى اليسار (~ 1445)

هُزمت قوات زيورخ في معركة القديس يعقوب ان دير سيل في 22 يوليو 1443 وحُوصرت زيورخ. ناشد فريدريك شارل السابع ملك فرنسا لمهاجمة الحلفاء حيث أرسل الأخير قوة من حوالي 30,000 من مرتزقة آرماغاناك تحت قيادة دوفين عبر بازل لمساعدة المدينة. وفي معركة القديس يعقوب أن دير بيرز بالقرب من بازل في 26 أغسطس 1444، هُزمت قوة مانعة تضم حوالي 1600 من جندي سويسري، لكنها ألحقت خسائر فادحة بالفرنسيين قُدرت ب8000 قتيل، لدرجة أن دوفين قرر التراجع. أبرمت الاتحاد ودوفين اتفاقية السلام في أكتوبر 1444 حيث انسحب جيش مرتزقته من الحرب تمامًا.
في مايو 1444، فرض الاتحاد حصارًا على غرايفنسي واستولى على المدينة بعد أربعة أسابيع في 27 مايو، وقد قُطعت رؤوس جميع ال64، باستثناء اثنين، في اليوم التالي، بما في ذلك زعيمهم، وايلدهانس فون برايتنلاندينبيرغ فيما سمي بجريمة غرايفنسي. حتى في هذا الوقت من الحرب، كان هذا الإعدام الجماعي يعتبر عملًا قاسيًا وظالم.
بحلول العام 1446، تم استنفاد كلا الجانبين وتم إبرام سلام أولي. لم يتمكن الاتحاد من احتلال أي من مدن زيورخ باستثناء غرايفنسي؛ صمدت مدينتا رابيرسويل وزيورخ ضد الهجمات. وفي العام 1450، أبرم الطرفان سلامًا نهائيًا حيث قُبلت زيورخ في الاتحاد مرة أخرى، لكن كان يتعين عليها حل تحالفها مع عائلة هابسبورغ.
تكمن أهمية الحرب في أنها أظهرت أن الاتحاد قد تحول إلى تحالف سياسي قريب جدًا لدرجة أنه لم يعد يتسامح مع الميول الانفصالية لأي عضو به.